# Navman
Navman（纳维特）是一家新西兰的卫星导航系统制造商，成立于1988年，产品线覆盖一体式GPS设备、OEM GPS模块、Palm掌上电脑和Pocket PC使用的GPS软件、车载导航系统和航海导航系统。

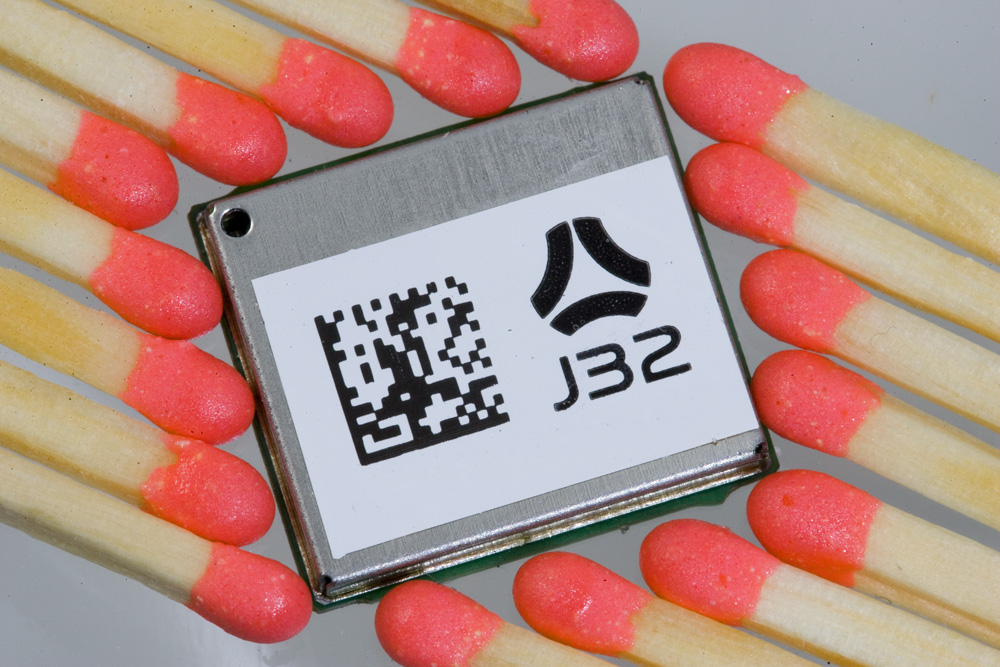
Navman的OEM部门研发的GPS接收器模块

2004年6月，Brunswick公司收购Navman。2007年2月22日，Brunswick宣布，已经签署协议，将便携式导航设备部门出售给台湾的神達電腦。2008年，宇達電通的Mio與Navman品牌正式合併，以Mio為存續品牌。
Navman海洋设备部设计制造探鱼器、声呐、甚高频电台、自动导航航行设备，这个部门2007年4月卖给了挪威公司Navico。
Navman有雇员300多人，主要设计研发和生产GPS卫星接收器、航行规划设备、燃料流量计、船速计、深度计，风速计和探鱼器等。
卫星导航技术是Navman产品的核心技术，其三个部门是海洋导航、车载导航和无线电跟踪。

## 车载导航系统
Navman产品线有相当一部分是掌上电脑，例如PiN系列产品，型号从PiN 510到570。由于市场反应不佳，现已停产。 

### 300系列
300系列是Navman的低端入门级车载卫星导航产品，有320和330两个型号。区别是320使用2D导航图，220使用3D导航图。

### 500系列
500系列是Navman原中端产品。这个系列包括510, 520, 530和5504个型号。这个系列因为机身小巧方便携带，显示清晰销量很不错。这一系列配备触摸屏，但是一般需要触控笔。550去掉了Navman特有的最近加油站和停车场案件，世界地图和实时路况取而代之。530是这个系列的最后一款。硬件跟后来的N系列类似，这一款也作为配件售出不少（例如宝马Mini和Magneti Marelli）.

### 600系列
600系列是Navman的高端产品线。这一系列比300和500系列的大，专配更大的扬声器和更宽的汽车工业级别的显示屏。这种屏不是触摸屏但是更牢固，视觉效果也更好。600系列有610, 620, 630, 635和650等5个型号。650内置2G微硬盘，也有部分OEM产品为Delphi和索尼生产。

### 700系列
2005年，Navman的600系列被700系列取代，这一系列有2款iCN 720和iCN 750。这两款的唯一区别就是存储介质。720使用SD卡，750使用内置的4GB微硬盘。这一系列使用宽触摸屏，无需手写笔，机身上有最近加油站和停车场按键，也是第一个使用NavPix技术的产品系列。

### F系列

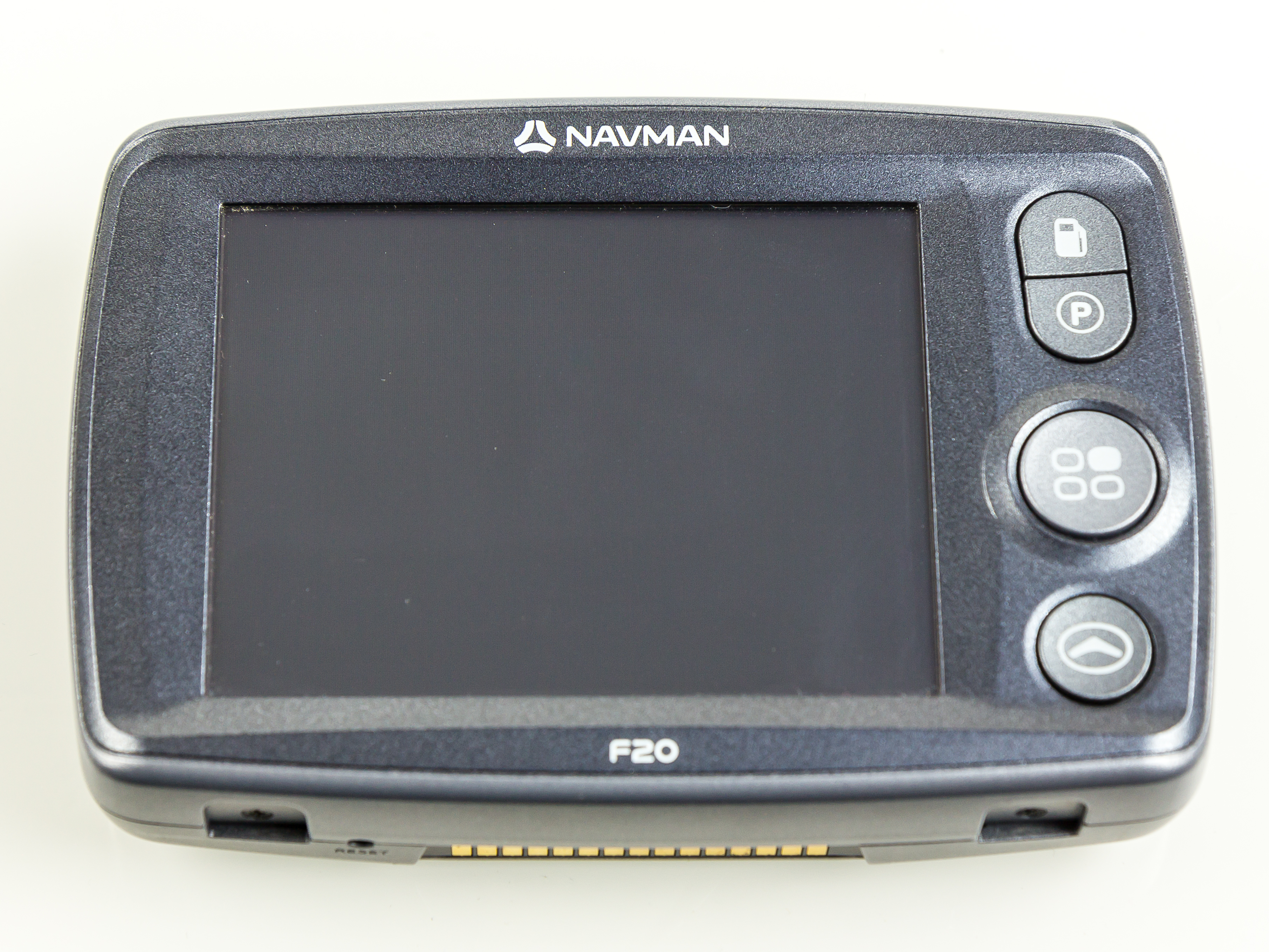
Navman F20

2006年，Navman把300系列改称F系列。F系列产品小巧使用触摸屏，在易用性方面十分突出。机身上有最近加油站和停车场按钮。F20是这一系列的基本型，F30, F40和F50在F20基础上进行了功能扩展，例如接受实时路况信息，支持蓝牙无线免提通话或者所有两个功能。F20 是销量最大的型号，是有些市场（例如澳大利亚）车载导航系统的销量冠军。

### N系列
2006年，500和700系列合并为N系列。N40i和N60i都配置触摸屏和最近加油站，停车场按键。因为他们的小巧和清晰的屏幕而赢得市场。N60i是现在的高端产品，配置的是4英寸宽屏。N系列还有第三个成员，N20 -- 代替原来的530，但是由于F20的销量严重影响了这款产品，使得它迅速停产。
2006年还有一款没有引起多少注意的产品iDN 3000 -- in-dash导航仪。iDN 3000由一块不支持触摸操作的大屏幕和分离的GPS模块组成。大屏幕部分支持CD, MP3, WMA和DVD电影回放，导航部分有2个SD卡槽，这样显示部分就可以只用来提供娱乐功能(unlike other built-in navigation units on the market almost all of which use DVD ROM for map storage) and input for wheel ticks that was used for basic Dead Reckoning functionality that supplements GPS 当信号很弱或者丢失时（例如在隧道中）.
iCN产品线一览：
| 低端产品    | 中端产品 | 高端产品        |
| ----------- | -------- | --------------- |
| 610         | 510      | 630             |
| 620         | 520/630  | 635/650         |
| 630         | 520/635  | 550             |
| 320/330     | 530      | 720/750/iDN3000 |
| F20/F30/F40 | N20/F50  | N40i/N60i       |

## 特性
Navman的公司口号是：终极导航，也正是他们所努力设计制造可靠的，富有创新的简单易用的导航产品的体现。因此在Navman的产品里不会象其他竞争者那样集成收音机，Mp3播放器。相反，他们竭尽所能发挥产品的导航功能。Navman的产品一般小巧便于携带，屏幕显示清晰锐利。所有产品的机身上都有最近加油站和停车场这两个按键。

## NavPix
Navman2006年将“NavPix”技术引入700系列便携式导航设备中。NavPix技术可以将数码照片和地理信息数据集成起来生成NavPix图片，这样图片的精确位置就保存起来。720和750是使用这一技术的最初型号，这两款机器配备了130万像素摄像头。
NavPix提供给使用者除了输入地址和邮政编码外，以另一种方式导航。
在N系列产品中从2006年9月开始也陆续有了支持这一技术的产品：N40i和宽屏的N60i。这两款都内置了摄像头，N20型号可以使用NavPix的存档但是本身不带摄像头。
在NavPix图片的可交换图像文件标记数据里保存了经纬度信息。兼容的Navman导航仪就可以从中提取信息将此作为目的地位置生成一个导航路径。

## 参看
- 卫星导航系统
- GPS